# Селективний мутизм
Селекти́вний мути́зм (також: елективний мутизм (застарілий термін) або вибірковий мутизм, вибіркова німота; англ. selective — «вибірковий», лат. mutus — «німий») — тривожний, емоційно обумовлений психічний розлад, який характеризується постійною неспроможністю вербального чи невербального спілкування в окремих обставинах чи з окремими особами. Слід зазначити, що ці обставини та особи не є навмисно чи свідомо обраними, а зумовлені саме розладом. Розлад бере початок у дитячому віці. Вибірковий мутизм зазвичай співіснує з сором'язливістю або соціофобією.
Артикуляція, розуміння мови та спроможність висловлюватись страждаючих на розлад зазвичай знаходяться в межах норми, хоча буває, що вони дещо затримуються у своєму розвитку.
Колишня назва «елективний мутизм» (виборний мутизм) вказує на поширене серед психологів помилкове уявлення про те, що вибірково німі люди свідомо вирішують мовчати в певних ситуаціях, тоді як вони загалом хочуть говорити, але не можуть цього зробити. Щоб відобразити ненавмисний характер цього розладу, назва була змінена на селективний мутизм (вибірковий мутизм) у 1994 році. Тобто, відповідно до сучасного стану знань, термін «селективний мутизм» видається більш вдалим описом цього розладу, ніж «елективний мутизм», оскільки мовчання аж ніяк не вільно контролюється і тому не є навмисно «вибраним».

## Ознаки та симптоми
Діти та дорослі із селективним мутизмом цілком здатні розмовляти та розуміти мову, але фізично не здатні спілкуватися вербально чи невербально в певних ситуаціях, хоча від них це і очікується.

Така поведінка може сприйматися оточуючими як сором'язливість або невихованість. Дитина з селективним мутизмом може роками повністю мовчати в школі, але вдома розмовляти досить вільно або навіть надмірно. Серед людей з цим розладом існує ієрархічна різниця: одні люди повноцінно беруть участь у заходах і виглядають соціальними, але не розмовляють, інші розмовлятимуть лише з однолітками, але не з дорослими, інші розмовлятимуть із дорослими, коли їм задаються питання, що вимагають коротких відповідей, але ніколи з однолітками, ще інші ні з ким не розмовляють і не беруть або майже не беруть участі у запропонованих їм соціальних заходах, а ще інші, при спробі з ними спілкуватись, завмирають, наче скам'янілі, з порожнім виразом обличчя та ніяк не реагують. Люди з виборчим мутизмом мовчать, навіть коли наслідки їх мовчання включають соромлення, соціальне гоніння або покарання.

У важкій формі, відомій як «прогресуючий мутизм», розлад прогресує, аж поки людина з цим станом більше не розмовлятиме ні з ким у будь-якій ситуації, навіть із близькими членами сім'ї.

## Різнобічні наслідки
- Мовчання означає великий тягар для всіх страждаючих на розлад та контактних осіб.
- Уражені діти та підлітки швидко опиняються відстороненими від соціального життя та можуть стати аутсайдерами.
- Оскільки уражена особа, як правило, безмовна, партнери по спілкуванню, які стикаються з селективним мутизмом, часто відчувають себе спровокованими та безпорадними, реагують на це розчаруванням чи злістю.
- В рамках школи вчителі швидко знаходять протиріччя між бажаними педагогічними установками, такими як прийняття та терпіння, та інституційно обґрунтованими вимогами, такими як своєчасна здача матеріалу та оцінка результативності. Так як дитина себе мало або зовсім не проявляє, не відповідає на усні запитання та не висловлює свої думки, часто поширені помилкові судження про шкільну успішність.

## Діагностика

### МКХ-10
У МКХ-10 ВООЗ селективний мутизм описується як виражена емоційна вибірковість у спілкуванні, в якій дитина розмовляє в певних ситуаціях і не розмовляє в інших, чітко визначених ситуаціях. Певні риси особистості, такі як соціофобія, замкнутість, особлива чутливість чи опір, зазвичай також виявляються присутніми у страждаючих на цей розлад.
Основні симптоми згідно МКХ-10:
- Вибірковість спілкування: в одних соціальних ситуаціях уражений говорить вільно, але в інших соціальних ситуаціях залишається мовчазним або майже мовчазним
- Послідовність у соціальних ситуаціях, в яких спілкування можливе чи неможливе
- Часте використання ураженою дитиною невербального спілкування (міміка, жести, письмові записи)
- Тривалість розладу не менше одного місяця
- Компетентність у мовному вираженні відповідає віковим вимогам

### DSM-IV
Основні симптоми згідно DSM-IV:
- Постійна нездатність говорити в певних ситуаціях, при нормальному спілкуванні в інших ситуаціях
- Розлад перешкоджає навчальним чи професійним досягненням або соціальному спілкуванню
- Розлад триває принаймні один місяць (але не враховується перший місяць після початку відвідування школи чи дитячого садка)
- Нездатність говорити не викликана незнанням розмовної мови або тим, що стаждаюча на розлад особа не вважає себе добре володіючою цією мовою
- Розлад не пояснюється краще розладом спілкування (наприклад, порушенням безперебійного розвитку дитини) і не виникає виключно у людей з розладами аутистичного спектру або психотичними розладами, такими як шизофренія.

Крім цих симптомів, DSM-IV далі описує особливості та розлади, які часто є доповненням до селективного мутизму. До них належать такі симптоми, як тривожність, нав'язлива поведінка, керуюча та опозиційна поведінка, а також розумова відсталість та екстремальні психосоціальні стресори.

### Коморбідність
Вибірковий мутизм сильно пов'язаний з іншими тривожними розладами, особливо з соціофобією. Насправді більшість дітей з діагнозом селективний мутизм також мають соціофобію (100 % учасників двох досліджень та 97 % в іншому.

Тому деякі дослідники припускають, що вибірковий мутизм може бути стратегією уникнення, яку використовує частина дітей із соціофобією для зменшення їхніх страждань у соціальних ситуаціях.

Цей розлад не розглядається як проблема спілкування, тому як більшість людей спілкуються за допомогою міміки, жестів тощо. У деяких випадках селективний мутизм є симптомом порушення розвитку або психотичного розладу.
Принципова відмінність від аутизму чи синдрому Аспергера полягає в тому, що в цих двох порушеннях індивід не говорить незалежно від контексту, оскільки спілкування та соціальна взаємодія сильно пошкоджені. Однак в останньому випадку це може бути коморбідність особливо якщо на людину є якись вплив, що може викликати психічний блок.

## Причини виникнення
Етіологія селективного мутизму була з'ясована та закріплена після її розуміння як тривожного розладу.
Ніякої загальної причини селективного мутизму не виявлено, останні дослідження показують багатофакторне походження.

### Генетичні фактори
Проведені клінічні та академічні дослідження свідчать про те, що селективний мутизм, як правило, є спадковим.) Є чіткі докази того, що існує генетичний зв'язок між дітьми з виборчим мутизмом та тривожними батьками чи родичами. Соціальна фобія та батьки, які страждали або страждають від селективного мутизму, частіше зустрічаються у сім'ях, у яких дитина має селективний мутизм, ніж в інших сім'ях.
Існуючі дослідження монозиготних близнюків свідчать, що у обох є діагноз селективного мутизму. Існують дослідження, які виявили та підтвердили специфічну генетичну варіацію, пов'язану із селективним мутизмом; ця генетична варіація також пов'язана із соціофобією.

### Темпераментальні фактори
Було доведено, що існують люди, народжені із пригніченим темпераментом, це означає, що навіть новонародженими ці люди швидше бояться і підозріло ставляться до нових ситуацій.
Пригнічений темперамент як фактор ризику соціофобії є вивченим і чітко встановленим фактором.Спостерігається зв'язок між селективним мутизмом та поведінковим пригніченням. Діти з селективним мутизмом, як правило, народжуються із сильно пригніченим темпераментом, що пояснює, що більшість відмінних поведінкових особливостей цих дітей виникають з самого раннього віку.
Діти з пригніченим темпераментом мають нижчий поріг збудливості в області мозку, який називають мигдалиною. Нормальна функція мигдалини — приймати та обробляти потенційні сигнали небезпеки (від симпатичної нервової системи) та запускати ряд реакцій, які допомагають людям захиститися від неї. У випадку дітей із селективним мутизмом, страшними сценаріями для них є соціальні середовища, такі як святкування дня народження, школа, сімейні збори, нові ситуації тощо. Хоча немає ніякої логічної причини для страху, почуття, які переживає дитина, такі ж реальні, як ніби існувала б реальна загроза чи небезпека.

### Фактори середовища
Теорія психоаналізу досить довго вважала, що селективний мутизм майже завжди був викликаний важкою психологічною або фізичною травмою. В даний час ці концептуалізації НЕ приймаються. Дослідження НЕ довели, що причина селективного мутизму пов'язана з жорстоким поводженням, нехтуванням, травмами, поганою освітою, неблагополучними сім'ями, але пов'язана з описаними вище факторами, залежних від впливу генетики та темпераменту.
Двомовні / багатомовні діти частіше страждають на селективний мутизм.Зміни в оточенні, такі як початок школи чи зустріч з новими людьми, є особливо важкими для цих дітей і можуть викликати селективний мутизм. На відміну від сором'язливих дітей, які через деякий час здобувають впевненість, діти з виборчим мутизмом залишаються безмовними.

### Фактори нейророзвитку
У дітей із селективним мутизмом спостерігаються більш високі показники розладів нейророзвитку. Найбільш поширеними є невеликі розбіжності у розвитку мовлення, такі як порушення мовного сприйняття та / або вираження, а також затримка розвитку мовлення. Інші можуть мати невеликі розлади навчання, включаючи порушення слухової обробки.

## Позитивні та негативні аспекти
Цікаво, що особи з селективним мутизмом часто мають деякі спільні риси в інших аспектах характеру.

### Негативні
- Їм важко утримувати зоровий контакт (дивитись комусь в очі).
- Вони часто мають порожні вирази і не посміхаються.
- Вони не можуть впоратися із щоденними ситуаціями, коли від них потрібно нормально говорити, наприклад, привітатись, попрощатися чи подякувати.
- Вони, як правило, більше турбуються про речі, ніж інші люди.
- Вони можуть бути дуже чутливими до світла, шуму та скупчень людей.
- Їм може бути важко говорити про себе або висловлювати свої почуття.
- Вони можуть рухатися сковано і незграбно
- У них може виникати почуття замкнутості, бажання втекти або самогубства

### Позитивні
- Всупереч поширеній думці, багато дослідників роблять ставку на нормально-високий або вище середнього рівня розвиток інтелекту у людей із селективним мутизмом. Достовірно не доведено, що цей розлад походить від форми аутизму, як це є у випадку синдрому Аспергера (хоча вони, схоже, мають відмінності).
- Вони сприймають думки та емоції інших легше, ніж інші люди (співпереживання).
- Вони можуть мати велику силу концентрації та сприйняття.
- Деякі стають дуже інтуїтивними (пов'язано з емпатією), вони дуже цікаві.
- Вони часто добре розуміють, що правильно, неправильно та справедливо.

## Пропозиції щодо взаємодії
Загалом, селективний мутизм доволі рідкий та не широко відомий розлад, тому учителі та вихователі, що зустрічають страждаючих на нього дітей, не знаходять кваліфікованої поради та часто не знають, що робити. Ці пропозиції можуть допомогти створити для дитини з селективним мутизмом комфортне середовище та покращити її інтеграцію в колективі. Щоб дитина почувала себе спокійно, слід проінформувати про них всіх працівників виховного закладу.
- Не вважайте мовчання невихованістю, грубістю чи особистою неприязню чи неповагою.
- Уникайте оцінок та критики щодо мовчання («ця дитина не розмовляє», «чи ти проковтнув язик?»). Це лише погіршить ситуацію.
- Не ставте дитину у центр уваги.
- Відностесь до неї так само, як і до інших дітей.
- Не тисніть та не просіть розмовляти, а також не акцентуйте уваги на мовчанні. Зосередьтесь на позитивних та сильних якостях особистості.
- Не карайте та не соромте за мовчання, не ставте ультиматумів та не обіцяйте винагороди за те, що дитина щось скаже.
- Використовуйте альтернативні методи комунікації, такі як письмо чи малюнки. Деякі діти можуть спілкуватися через «посередника», яким може бути друг чи родич. Підтримуйте такі ініціативи та заохочуйте до такого спілкування.
- Запропонуйте записати читання чи якесь інше повідомлення на диктофон. Перед тим, як прослухати, чи дати комусь прослухати, завжди запитайте дозволу в дитини.
- Не виключайте дитину з соціальних заходів, але шукайте для неї спосіб брати в них участь.
- Висловлюйте свою віру та впевненість, що дитина з селективним мутизмом колись таки зможе вербально спілкуватись.
- Завжди давайте дитині можливість щось сказати без очікування, що вона це має обов'язково зробити, не використовуючи прямих запитаннь (наприклад: «Як мені цікаво, де ж ти був на вихідних!» замість «Скажи нам, де ти був на вихідних!»), давайте достатньо часу на можливу відповідь, не створюючи при цьому тиску. У разі, якщо дитина все ж не зможе нічого сказати, сприймати це спокійно, не надаючи великого значення, а не як провал. Підбадьорити припущенням, що можливо наступного разу дитині таки вдасться щось сказати. Для менших дітей доречно використовувати гру та гумор, щоб зменшити напругу.
- Уникайте зорового контакту, коли очікуєте від дитини якоїсь відповіді.
- Якщо ж дитина таки колись щось скаже, краще реагувати на це, як на щось цілком звичне, та не зосереджувати на цьому непомірну увагу.

Узгодивши з дитиною, що стаждає на селективний мутизм, було б доречно провести пояснення для інших дітей, що беруть участь у групі чи в класі щодо складнощів, які має ця дитина, з закликом допомагати та підтримувати її. Ця підтримка може включати наступне:
- Неприпустимість насмішок та злих коментарів щодо мовчання цієї дитини
- Уникати постійних питань та коментарів на кшталт «Чому ти не розмовляєш?», «Коли ти нарешті почнеш розмовляти?», «Він/вона не вміє розмовляти!», «Він/вона не розмовляє». Це створює напругу та ускладнює розлад. Більш доречними були б такі: «Йому/їй поки що важко розмовляти».
- Запрошувати приєднуватися до ігор чи інших занять, але не змушуючи при цьому балакати.
- Не реагувати занадто емоційно, якщо дитина з селективним мутизмом колись щось скаже («Він/вона балакає!!!»), а спокійно продовжувати заняття, ніби нічого дивного й не сталося.
- Запевніть інших дітей, що ця дитина вміє розмовляти і що коли вона почуватиметься готовою, то вона почне з ними балакати.

Обов'язково обговоріть ці питання з дитиною із розладом, перед тим, як проводити таку розмову з групою чи класом. Дайте дитині вибір бути при цьому відсутньою чи присутньою.
Тільки у разі, коли дитина спокійно та впевнено почувається та не відчуває тиску, можливе покращення ситуації та поява вербальної (чи хоча б невербальної, у разі її відсутності) комунікації.